# 랜들 L. 슈왈츠

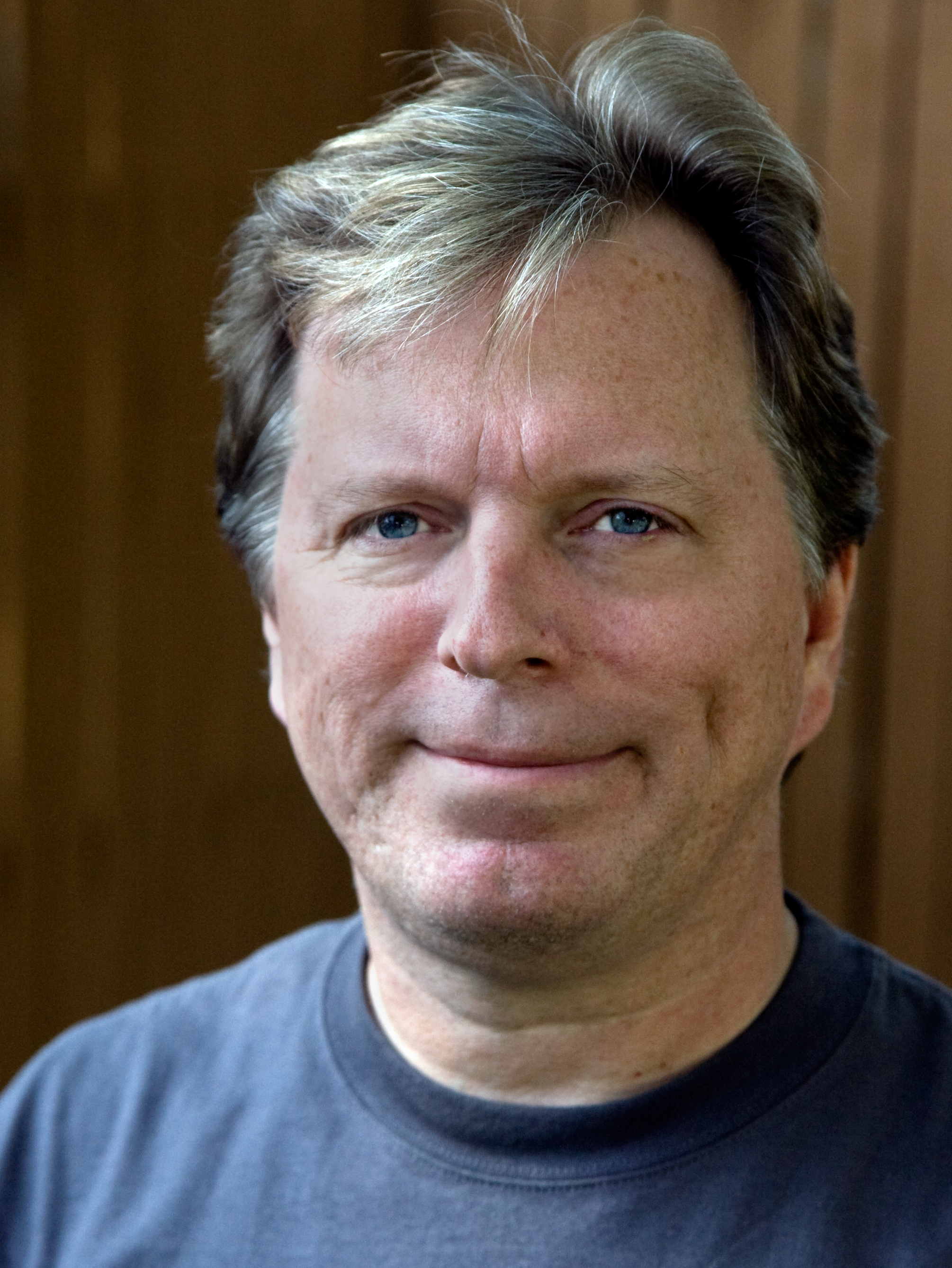
랜들 L. 슈왈츠

랜들 L. 슈왈츠(Randal L. Schwartz, 1961년 11월 22일~ , merlyn)는 미국의 저자, 시스템 관리자, 프로그래밍 상담자이다.
펄 프로그래밍 언어의 전문가이고 펄 커뮤니티 내의 홍보 역할을 맡았으며 FLOSS 위클리의 공동 주최인이다.

## 경력
슈왈츠는 프로그래밍 언어의 하나인 펄에 관한 책들을 여러 권 공동으로 저작했으며 유닉스 리뷰, 웹 테크닉스, 펄 저널을 포함한 여러 컴퓨터 잡지에 펄에 관한 정기적인 컬럼을 작성하고 있다. 저스트 어나더 펄 해커 서명 프로그램을 보급했다. 세계적 펄 후원 단체인 Perl Mongers의 창립 위원이다. 스퀵 프로그래밍 언어를 감독하는 Squeak Oversight Board의 일원이기도 했다.
1985년부터 스톤헨지 컨설팅 서비스(Stonehenge Consulting Services, Inc.)를 소유, 운영하고 있다. 2007년 자유 소프트웨어/오픈 소스(FLOSS) 테마의 팟캐스트인 FLOSS 위클리의 공동 호스트로 참가하였다. SF 팟캐스트 스타십소파의 음성 작업을 맡고있다.

## 저서
- 프로그래밍 펄, ISBN 0-937175-64-1; ISBN 1-56592-149-6 (2ed)
- 러닝 펄, ISBN 1-56592-042-2; ISBN 1-56592-284-0 (2ed); ISBN 0-596-00132-0 (3ed); ISBN 0-596-10105-8 (4ed); ISBN 0-596-52010-7 (5ed); ISBN 1-4493-0358-7 (6ed)[2] (2011); ISBN 1-4919-5432-9 (7ed)[3] (2016)
- 인터미디엇 펄, ISBN 0-596-10206-2 (2006); ISBN 1-4493-9309-8 (2ed, 2012)
- Learning Perl on Win32 Systems, ISBN 1-56592-324-3
- Learning Perl Objects, References & Modules[4] (2003), ISBN 0-596-00478-8
- Effective Perl Programming, ISBN 0-201-41975-0
- Preface for Object Oriented Perl, ISBN 1-884777-79-1
- Collected columns in Randal Schwartz's Perls of Wisdom, ISBN 1-59059-323-5